# Моема (округ Сан-Паулу)
Моема (порт. Moema) — округ в південно-центральній частині міста Сан-Паулу, частина субпрефектури Віла-Маріана. Раніше відомий як Індіано́поліс, район швидко виріс в 1970-тих роках, і з того часу привернув значні інвестиції, перетворившись на один з найкращих районів міста. Зараз район пишається найвищим ІРЛП (0,961) та найвищим доходом на душу населення (R$ 10500) у місті.
Слово moema походить з одної з мов Тупі-Гуарані та означає «неправда», хоча пізніше це ж слово використовувалося в поемі «Caramuru» Санта-Ріти Дюран як ім'я дівчини тупі у значенні «солодка», від moeemo — «подсолощувати», саме це значення і надало назву округу.
В окрузі знаходиться Парк Ібірапуера, один з головних парків та символ міста, відкритий у 1954 році. Один з районів округу, Віла-Нова-Конейсан, є найдорожчим житловим районом Сан-Паулу.
| Бразилія | Це незавершена стаття з географії Бразилії. Ви можете допомогти проєкту, виправивши або дописавши її. |